# Liste der Biografien/Parn
Liste der Biografien |
Portal Biografien |
Personensuche
# |
A |
B |
C |
D |
E |
F |
G |
H |
I |
J |
K |
L |
M |
N |
O |
P |
Q |
R |
S |
T |
U |
V |
W |
X |
Y |
Z |
?
 
Pa |
Pc |
Pe |
Pf |
Ph |
Pi |
Pj |
Pk |
Pl |
Pm |
Pn |
Po |
Pr |
Ps |
Pt |
Pu |
Pv |
Pw |
Py
 
Paa |
Pab |
Pac |
Pad |
Pae |
Paf |
Pag |
Pah |
Pai |
Paj |
Pak |
Pal |
Pam |
Pan |
Pao |
Pap |
Paq |
Par |
Pas |
Pat |
Pau |
Pav |
Paw |
Pax |
Pay |
Paz
 
Para |
Parb |
Parc |
Pard |
Pare |
Parf |
Parg |
Parh |
Pari |
Park |
Parl |
Parm |
Parn |
Paro |
Parp |
Parq |
Parr |
Pars |
Part |
Paru |
Parv |
Parw |
Pary |
Parz
Die Liste der Biografien führt alle Personen auf, die in der deutschsprachigen Wikipedia einen Artikel haben. Dieses ist eine Teilliste mit 57 Einträgen von Personen, deren Namen mit den Buchstaben „Parn“ beginnt.

## Parn
- Pärn, Illimar (* 1988), estnischer Skispringer
- Pärn, Jakob (1843–1916), estnischer Schriftsteller und Pädagoge
- Pärn, Priit (* 1946), estnischer Zeichentrickregisseur

### Parna
- Parnaby, Alana (* 1994), australische Tennisspielerin
- Parnaby, Kaia (* 1990), australische Softballspielerin
- Parnaby, Stuart (* 1982), englischer Fußballspieler
- Parnaland, Ambroise-François (1854–1913), französischer Erfinder und Filmproduzent
- Parnas, David (* 1941), US-amerikanischer Pionier der Softwaretechnik
- Parnas, Itzchak (1935–2012), israelischer Pharmakologe und Neurobiologe
- Parnas, Jakub Karol (1884–1949), polnisch-sowjetischer Biochemiker
- Parnas, Leslie (1931–2022), amerikanischer Violoncellist
- Parnas, Maija (* 1974), transnistrische Politikerin
- Parnass, Kim (* 1951), deutscher Schauspieler
- Parnass, Peggy (1927–2025), deutsch-schwedische Journalistin, Gerichtsreporterin, Autorin und SchauspielerinPeggy Parnass (1927–2025)

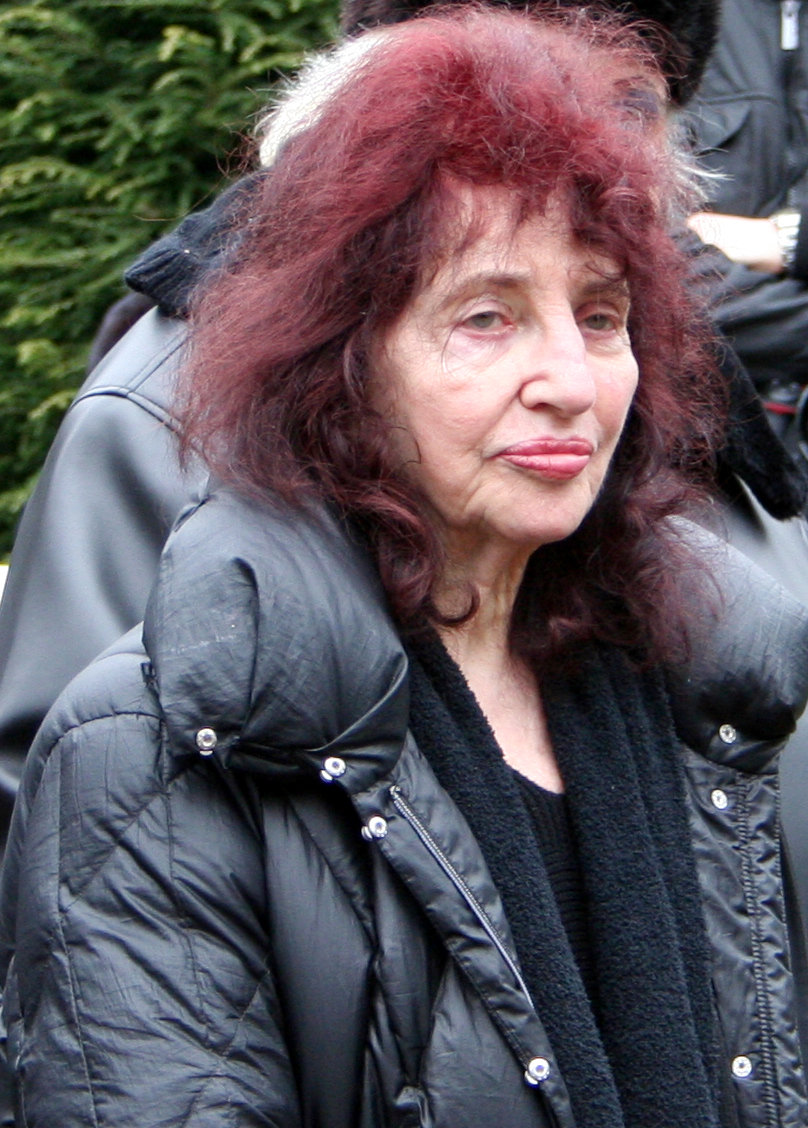
Peggy Parnass (1927–2025)

- Parnawas I. († 237 v. Chr.), König von Iberien

### Parnc
- Parncutt, Richard (* 1957), australischer Musikpsychologe und Professor für Systematische Musikwissenschaft

### Parnd
- Parndecha Ngernprasert (* 1994), thailändischer Fußballspieler

### Parne
- Parnell, Anna Catherine (1852–1911), irische Nationalistin
- Parnell, Bill (1928–2008), kanadischer Mittelstreckenläufer
- Parnell, Charles (* 1964), US-amerikanischer SchauspielerCharles Parnell (* 1964)

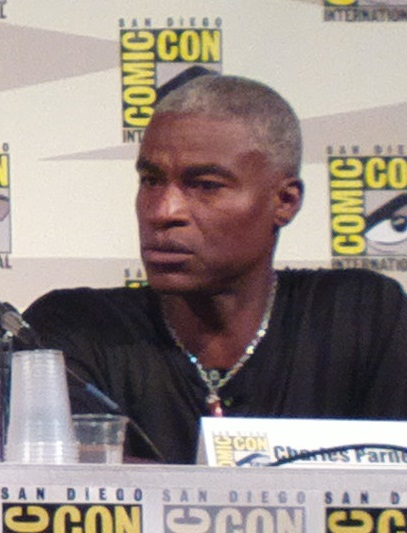
Charles Parnell (* 1964)

- Parnell, Charles Stewart (1846–1891), politischer Führer in Irland
- Parnell, Chris (* 1967), US-amerikanischer Schauspieler und Komiker
- Parnell, Christopher, 8. Baron Congleton (1930–2015), britischer Peer und Politiker (Crossbencher)
- Parnell, Edward (1875–1941), britischer Sportschütze
- Parnell, Emory (1892–1979), US-amerikanischer Schauspieler
- Parnell, Fanny (1848–1882), irische Dichterin und Nationalistin
- Parnell, Feliks (* 1953), polnischer Kameramann
- Parnell, Geoffrey, britischer Historiker
- Parnell, Harvey (1880–1936), US-amerikanischer Politiker, Gouverneur von Arkansas
- Parnell, Henry, 1. Baron Congleton (1776–1842), britischer Politiker der Whigs
- Parnell, Jack (1923–2010), britischer Musiker
- Parnell, Lee Roy (* 1956), US-amerikanischer Country-Sänger und Songwriter
- Parnell, Reg (1911–1964), britischer Formel-1-Rennfahrer
- Parnell, Samuel Duncan (1810–1890), britisch-neuseeländischer Zimmermann, Farmer und Einzelkämpfer für die Einführung des Achtstundentags in Neuseeland
- Parnell, Sean (* 1962), US-amerikanischer Politiker
- Parnell, Thomas (1881–1948), britisch-australischer Physiker
- Parnell, Tim (1932–2017), britischer Automobilrennfahrer und Teammanager
- Parnemann, Arnold (* 1908), deutscher LDPD-Funktionär, MdV
- Parnes, Larry (1930–1989), britischer Musikmanager und Impresario
- Parness, Michael, US-amerikanischer Trader
- Parnevik, Jesper (* 1965), schwedischer Golfpro

### Parni
- Parnia, Sam, US-amerikanischer Kardiologe
- Parnicke, Alwin (1853–1928), deutscher Ingenieur
- Parnigoni, Rudolf (* 1948), österreichischer Politiker (SPÖ), Abgeordneter zum Nationalrat
- Parnis Coleiro, Thea (* 2008), maltesische Sprinterin
- Parnisari, Ezequiel (* 1990), argentinischer Fußballspieler
- Parnitzke, Erich (1893–1974), deutscher Künstler und Kunstpädagoge
- Parnitzke, Eveline (* 1956), deutsche Politikerin (CDU), MdL
- Parnitzke, Ruth (1889–1975), deutsche Malerin

### Parno
- Parno, Parno (* 1984), indonesischer Straßenradrennfahrer
- Pärnoja, Mihkel (* 1946), estnischer Politiker
- Parnok, Sofija Jakowlewna (1885–1933), russische Dichterin und Schriftstellerin
- Parnov, Liz (* 1994), australische Stabhochspringerin
- Parnow, Jeremei Iudowitsch (1935–2009), sowjetischer bzw. russischer Schriftsteller

### Parnp
- Pärnpuu, Leili (1950–2022), estnische Schachspielerin

### Parnr
- Parnreiter, Christof (* 1964), österreichischer Geograph und Hochschullehrer

### Parny
- Parny, Évariste de (1753–1814), französischer Dichter